# Accipiter gundlachi
Lo sparviere di Gundlach (Accipiter gundlachi Lawrence, 1861), noto anche come sparviere di Cuba, è un uccello rapace della famiglia degli Accipitridi, endemico di Cuba.

## Descrizione
È un rapace di media taglia, lungo 40–46 cm e con un'apertura alare di  74–84 cm.

## Biologia
Le sue prede sono in prevalenza altri uccelli, in particolare pappagalli e columbidi.

## Distribuzione e habitat
Questo endemismo cubano, un tempo era abbastanza diffuso in tutta l'isola, ma attualmente è estremamente raro, sopravvive in popolazioni frammentate, localizzate in cinque principali aree di nidificazione. La superficie complessiva di tali aree è di circa 22.620 km², pari al 22% del suo areale originale.

## Conservazione
La popolazione complessiva, stimata in 350-450 coppie, sopravvive in popolazioni frammentate, alcune delle quali di poche decine di esemplari. Per tale ragione la Lista rossa IUCN classifica Accipiter gundlachi come specie in pericolo di estinzione (Endangered).